# Józef Izabel Flores Varela
Józef Izabel Flores Varela, (hiszp.) José Isabel Flores Varel (ur. 20 listopada 1866 w Santa María de la Paz, zm. 21 czerwca 1927 w Zapotlanejo) – święty Kościoła katolickiego, działający na terenie diecezji guadalajarskiej prezbiter, ofiara prześladowań antykatolickich zapoczątkowanych w okresie rewolucji meksykańskiej, męczennik.

## Życiorys
Pochodził z ubogiej rodziny Vidala Floresa i Sixty Varelai. W dzieciństwie musiał pracować na swoje utrzymanie, a później także edukację w seminarium w Guadalajarze, którą rozpoczął 14 lutego 1887. Był wyróżniającym się studentem. Po ukończeniu seminarium duchownego przyjął 26 lipca 1896 r. sakrament święceń. W 1890 r. skierowany został do pracy duszpasterskiej w Zapotlanejo. Swój apostolat realizował w duchu poświęcenia, pobożności i mądrości krzewiąc kult Serca Jezusa i oddając się umartwieniom. Ascetyczny tryb życia jaki prowadził miał na celu pokutę za grzechy własne i bliźnich bo jak mówił:

Lepiej jest umrzeć niż obrazić Boga.

W czasie gdy nasiliły się prześladowania katolików, po opublikowaniu w 1926 r. dekretu rządu E. Callesa nakazującego księżom opuszczenie parafii i przeniesienie do miast udzielał sakramentów i odprawiał msze w domach prywatnych. 18 czerwca 1927 r. na skutek denuncjacji został aresztowany i przez kolejne dni, bezskutecznie nakłaniany do apostazji. Józefa Izabel Flores Varela powieszono i jeszcze żywego wrzucono do dołu gdzie chciano go rozstrzelać, ostatecznie przy pomocy maczety podcięto mu gardło. Razem z nim stracono przez rozstrzelanie żołnierza, który odmówił udziału w egzekucji.
Atrybutem świętego męczennika jest palma.
Translacji dokonano w 1935 r. i relikwie spoczęły w kościele parafialnym w Matatlán, mieście które jest miejscem jego kultu.
Śmierć Józefa Izabel Flores Varela była wynikiem nienawiści do wiary (łac.) odium fidei, a przestępstwem posługa kapłańska. Po zakończeniu procesu informacyjnego na etapie lokalnej diecezji, który toczył się w latach 1933–1988 w odniesieniu do męczenników okresu prześladowań Kościoła katolickiego w Meksyku, został beatyfikowany 22 listopada 1992 roku w watykańskiej bazylice św. Piotra, a jego kanonizacja na Placu Świętego Piotra, w grupie Krzysztofa Magallanesa Jary i 24 towarzyszy, odbyła się 21 maja 2000 roku. Wyniesienia na ołtarze Kościoła katolickiego dokonał papież Jan Paweł II.
Wspomnienie liturgiczne obchodzone jest w dies natalis (21 kwietnia).